# Анталялы, Тайлан
Тайлан Анталялы (тур. Taylan Antalyalı; 8 января 1995 года, Ятаган) — турецкий футболист, полузащитник клуба «Галатасарай» и
сборной Турции.

## Клубная карьера
Тайлан Анталялы начинал заниматься футболом в турецких клубах «Мугласпор» и «Буджаспор». В составе последнего 24 ноября 2012 года он дебютировал в Первой лиге, выйдя на замену в самом конце домашнего поединка против «Гёзтепе». 26 апреля 2014 года Анталялы забил свой первый гол на профессиональном уровне, ставший победным в гостевом матче с «Каршиякой».
Летом 2014 года полузащитник перешёл в столичный «Генчлербирлиги». 1 декабря того же года он дебютировал в Суперлиге, выйдя на замену в середине второго тайма гостевого поединка против «Трабзонспора». С февраля 2016 года по конец сезона 2015/16 Анталялы на правах аренды играл за команду Первой лиги «Кайсери Эрджиесспор». Сезон 2016/17 он, также будучи в аренде, провёл за клуб Второй лиги «Хаджеттепе».
В августе 2017 года Тайлан Анталялы стал футболистом клуба турецкой Первой лиги «ББ Эрзурумспор», с которым по итогам сезона 2017/18 вышел в турецкую Суперлигу.

## Карьера в сборной
19 марта 2021 года получил вызов в сборную Турции главным тренером Шенолом Гюнешем для участия в матчах отборочного турнира чемпионата мира 2022 года против сборных Нидерландов, Норвегии и Латвии. 24 марта 2021 года дебютировал в сборной Турции в домашнем матче отборочного турнира чемпионата мира 2022 против сборной Нидерландов (4:2), выйдя на замену на 64-й минуте вместо Озана Туфана.